# Жагала, Виктор Макарович
Виктор Макарович Жагала́ (20 августа 1911, Драбов — 18 февраля 1987, Брянск) — советский офицер-артиллерист, отличившийся в Великой Отечественной войне. Герой Советского Союза (17.10.1943). Гвардии полковник (21.11.1943).

## Биография
Родился 7 (20) августа 1911 года на станции Драбово Юго-Западной железной дороги в Золотоношском уезде Полтавской губернии. Из семьи служащего. Украинец.
Образование неполное среднее. Работал на Сумско-Степановском сахарном заводе в селе Степановка.
В Красной Армии с ноября 1929 года, доброволец. В 1932 году окончил Сумскую артиллерийскую школу имени М. В. Фрунзе. С июня 1932 года — командир взвода и помощник командира батареи артдивизиона 57-го стрелкового полка 19-й стрелковой дивизии Московского военного округа. С декабря 1934 года — командир взвода полковой школы 19-го артиллерийского полка того же округа (Воронеж). С октября 1936 года — начальник связи артдивизиона, с декабря 1936 — командир батареи 2-го корпусного артиллерийского полка в Белорусском военном округе. Член ВКП(б) с 1939 года.
С ноября 1939 года — на учёбе в академии.

### Великая Отечественная война
В июле 1941 года капитан В. М. Жагала окончил командный факультет Артиллерийской академии имени Ф. Э. Дзержинского. Сразу назначен командиром дивизиона 881-го артиллерийского полка Артиллерии резерва Главного командования (АРГК), формировавшегося в Московском военном округе.
В действующей армии на фронтах Великой Отечественной войны — с августа 1941 года, когда полк был передан в 54-ю армию Ленинградского фронта. С сентября 1941 года — командир дивизиона гаубичного артполка РГК. С марта 1942 года — начальник штаба, с мая 1942 — заместитель командира 21-го армейского артиллерийского полка 54-й армии Ленинградского и Волховского фронтов. Участвовал в Ленинградской оборонительной операции (август-сентябрь 1941), в Синявинской наступательной (октябрь 1941) и в ряде других кровопролитных операций по обороне Ленинграда и попытках прорыва блокады города.
С августа 1942 года уже подполковник В. М. Жагала — командир 1107-го пушечного артиллерийского полка РГК 1-й артиллерийской дивизии РГК. Полк вёл боевые действия в полосе 24-й армии, затем 21-й армии Юго-Западного фронта на донском плацдарме под станицей Клетской. Участник оборонительного и наступательного этапов Сталинградской битвы.
С утра 19 ноября 1942 года участвовал в Сталинградской наступательной операции. Ожесточённый бой разгорелся под хутором Избушенским. Батареи полка, поддерживая наступление 277-й стрелковой дивизии, вели борьбу с артиллерией противника, участвовали в отражении его контратак. Вплоть до ликвидации гитлеровской группировки под Сталинградом полк Жагалы не выходил из боёв, в которых войска Донского фронта всё туже сжимали кольцо окружения. К 30 декабря 1942 года полк уничтожил свыше 20 дзотов и блиндажей, 2 танка, 10 пулемётов, автомашины, склад боеприпасов, до 2-х взводов вражеской пехоты, подавил несколько артиллерийских и миномётных батарей. В конце декабря командование Донского фронта подготовило завершающий удар по войскам Паулюса. 1-я артиллерийская дивизия поступила в распоряжение 65-й армии этого фронта. 10 января 1943 года начался завершающий этап операции «Кольцо». После того как воины 21-й и 62-й армий соединились на Мамаевом кургане, поступила команда: всей артиллерии, кроме полковой, прекратить огонь. За отличные боевые действия в Сталинграде и массовый героизм личного состава 1-я артиллерийская дивизия прорыва РГК стала 1-й гвардейской, 1107-й полк Жагалы стал 201-м гвардейским артиллерийским полком.
С февраля 1943 года — на Центральном фронте во главе того же полка. 4 месяца полк Жагалы стоял в обороне под деревней Тросной (южнее города Кромы), поддерживая одно из соединений 70-й армии. Участник Курской битвы с первых её минут: утром 5 июля 1943 года части 1-й гвардейской артиллерийской дивизии вступили в бой на стыке 13-й и 70-й армий Центрального фронта, на северном фасе Курской дуги. Массированный огонь расстроил боевые порядки противника и нанёс ему большие потери. Однако фашисты упорно продолжали атаковать. День за днём шли ожесточённые бои. Яростные танковые атаки сменялись мощной бомбёжкой. Гвардии подполковник Жагала со своего НП руководил всеми действиями своего полка по отражению атак «тигров» и других танков.
С августа 1943 года В. М. Жагала — командир 3-й гвардейской лёгкой артиллерийской бригады в 70-й армии того же фронта. Участник Орловской и Черниговско-Припятской наступательных операций. За отличие в боях при освобождении города Бахмача бригада первой в дивизии получила почётное наименование «Бахмачская».
Командир 3-й гвардейской Бахмачской лёгкой артиллерийской бригады 1-й гвардейской артиллерийской дивизии прорыва 60-й армии Центрального фронта гвардии подполковник В. М. Жагала проявил исключительное мужество и мастерство командира в ходе битвы за Днепр. 24 сентября вместе со стрелковыми подразделениями 60-й армии бригада вышла к Днепру. Вместе с пехотой на плацдарм переправились взводы управления батарей и дивизионов, которые по телефонному кабелю передавали команды на огонь. Орудия, выдвинутые почти к самому урезу воды, били по вражеской контратакующей пехоте, подавляли миномёты и огневые точки. Жагала твёрдо держал управление огнём в своих руках. В ночь на 2 октября 1943 года бригада форсировала Днепр у села Домантово Чернобыльского района Киевской области. Жагала ступил на правый берег раньше, чем туда прибыли плоты с материальной частью. Утром все 3 полка вступили в бой за расширение плацдарма.
6 октября после мощной артиллерийской подготовки 50 фашистских танков и большое количество пехоты нанесли удар по левофланговым частям 3-й гвардейской воздушно-десантной дивизии. Здесь их встретил огнём прямой наводкой 206-й лёгкий гвардейский артполк гвардии майора Д. П. Тыквача. Ожесточённая схватка завязалась у населённого пункта Губин Чернобыльского района Киевской области. Танки рвались к переправе. Вступили в бой и 2 других полка бригады. Но Жагала прибыл в боевые порядки 206-го гвардейского артполка. Там решалась судьба плацдарма. Командир бригады Жагала лично перевёл один дивизион гвардии старшего лейтенанта А. К. Галецкого в район переправы. 6 танков и до полка пехоты фашистов двигалось в направлении огневой позиции 4-й батареи гвардии младшего лейтенанта И. С. Чернова. Точный огонь её орудий вынудил пехоту залечь. Один танк вспыхнул, второй завертелся на месте, разматывая перебитую гусеницу. Тогда свыше 10-и танков попыталось взять огневую позицию 4-й батареи в «клещи». 3-я и 6-я батареи по приказу Жагалы сорвали эту попытку. Потеряв 1 «тигр» и 3 средних танка, гитлеровцы отхлынули. Следующая атака стоила им ещё нескольких машин. Положение на этом участке несколько стабилизировалось, и Жагала обратил внимание на 200-й полк, отбивавший натиск фашистов в районе высоты 125,7. На позиции 3-й батареи гвардии старшего лейтенанта М. А. Кащеева наступали около 200 гитлеровских автоматчиков. Несмотря на разрывы снарядов, они лезли напролом. И тогда Кащеев вызвал огонь «на себя». Не выдержав удара, фашисты побежали с высоты. В ходе ожесточённых боёв бригада с честью выполнила приказ командарма, отразив с 5 по 7 октября 12 вражеских атак. Подвиг артиллеристов бригады Жагалы получил самую высокую оценку командования: 24 гвардейца удостоились звания Героя Советского Союза. В их числе был и сам командир бригады.
Указом Президиума Верховного Совета СССР от 17 октября 1943 года за успешное форсирование Днепра, прочное закрепление плацдарма на его западном берегу и проявленные при этом отвагу и геройство гвардии подполковнику Виктору Макаровичу Жагале присвоено звание Героя Советского Союза с вручением ордена Ленина и медали «Золотая Звезда».
После освобождения Киева в ноябре 1943 года бригада удостоилась второго почётного наименования — стала «Киевско-Бахмачской».
Затем во главе бригады участвовал в Киевской наступательной и в Киевской оборонительной, в Ровно-Луцкой, Корсунь-Шевченковской, Львовско-Сандомирской, Висло-Одерской, Нижне-Силезской, Берлинской и Пражской наступательных операциях. С 16 апреля по 20 мая 1944 года временно исполнял обязанности командира 1-й гвардейской артиллерийской дивизии прорыва РГК по причине ранения её командира генерала А. Н. Волчека.
Под его командованием 3-я гвардейская лёгкая артиллерийская бригада РГК стала Краснознамённой и награждена ещё двумя орденами — Суворова и Кутузова.

### После войны
После войны В. М. Жагала продолжал службу в Советской Армии. Командовал той же бригадой в Центральной группе войск (Австрия). С июня 1946 года — инспектор артиллерии Главной инспекции Сухопутных войск. С мая 1947 года — начальник Центральной базы боеприпасов № 357 Главного артиллерийского управления Вооружённых сил. С ноября 1960 года полковник В. М. Жагала — в запасе.
В 1966 году окончил Всесоюзный заочный институт инженеров железнодорожного транспорта. Работал старшим инженером связи завода железнодорожного транспорта в городе Брянске. Автор мемуаров. Умер 18 февраля 1987 года. Похоронен на Советском кладбище в Брянске.
Мемориальная доска установлена на территории одной из воинских частей в городе Карачев.

## Награды
- Медаль «Золотая Звезда» Героя Советского Союза (17.10.1943);
- два ордена Ленина(17.10.1943, 26.10.1955[3]);
- три ордена Красного Знамени (10.11.1943, 16.02.1943, 15.11.1950[3]);
- орден Кутузова 2-й степени (6.04.1945);
- орден Богдана Хмельницкого 2-й степени (10.01.1944);
- орден Отечественной войны 1-й степени (11.05.1985);
- орден Отечественной войны 2-й степени (29.08.1943);
- орден Красной Звезды (3.11.1944)[3];
- медали, в том числе:
  - медаль «За оборону Ленинграда»;
  - медаль «За оборону Сталинграда».

## Сочинения
- Жагала В. М. Расчищая путь пехоте — М.: Воениздат, 1985.
- Жагала В. М. Солдат — всегда солдат. — М.: Издательство ДОСААФ СССР, 1987.